# Ramo assintótico das gigantes

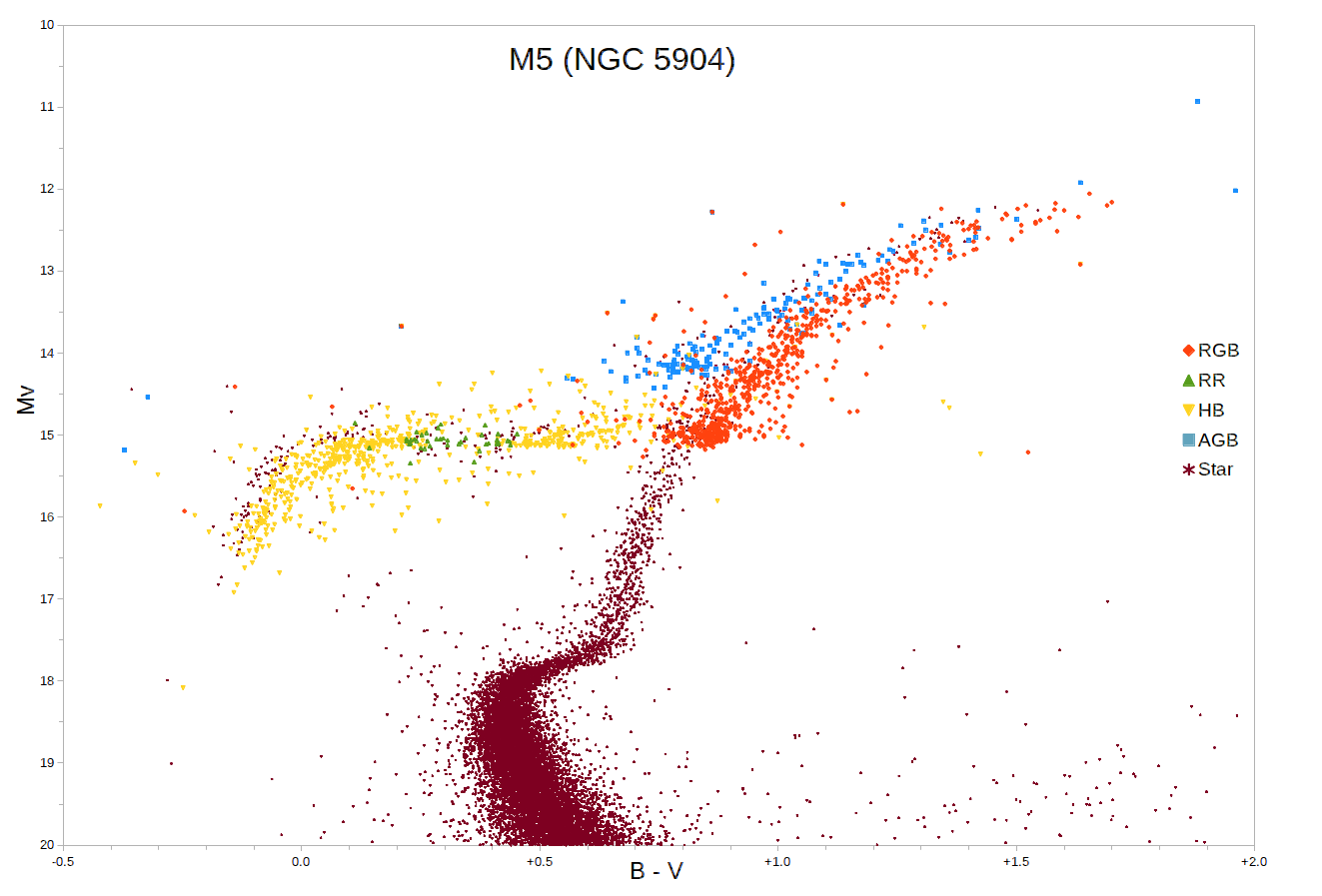
Diagrama HR do aglomerado Messier 5, com as estrelas do AGB marcadas em azul

O ramo assintótico das gigantes (asymptotic giant branch, ou apenas AGB) é uma região do diagrama de Hertzsprung-Russell, populada por estrelas evoluídas frias e luminosas. Este é um período de evolução estelar que ocorre em todas as estrelas entre 0,6 a 10 massas solares, no fim de suas vidas.
Visualmente, uma estrela do ramo assintótico das gigantes irá aparecer como uma gigante vermelha brilhante com uma luminosidade milhares de vezes maior que a do Sol. Seu interior é caracterizado por um núcleo central e inerte de carbono e oxigênio, uma camada em torno do núcleo onde a fusão do hélio ocorre, uma camada em torno da última, onde fusão do hidrogênio ocorre, e um grande envelope composto de material similar a estrelas da sequência principal. O término da fase no AGB é marcado pela completa ejeção das camadas externas da estrela, formando uma nebulosa planetária, com o núcleo denso evoluindo para uma anã branca.

## Evolução estelar

Caminho evolutivo de uma estrela similar ao Sol (1 M_{☉}), mostrando a passagens pelo AGB após o fim da fusão de hélio no núcleo e a saída do ramo horizontal

Caminho evolutivo de uma estrela de 5 M_{☉}

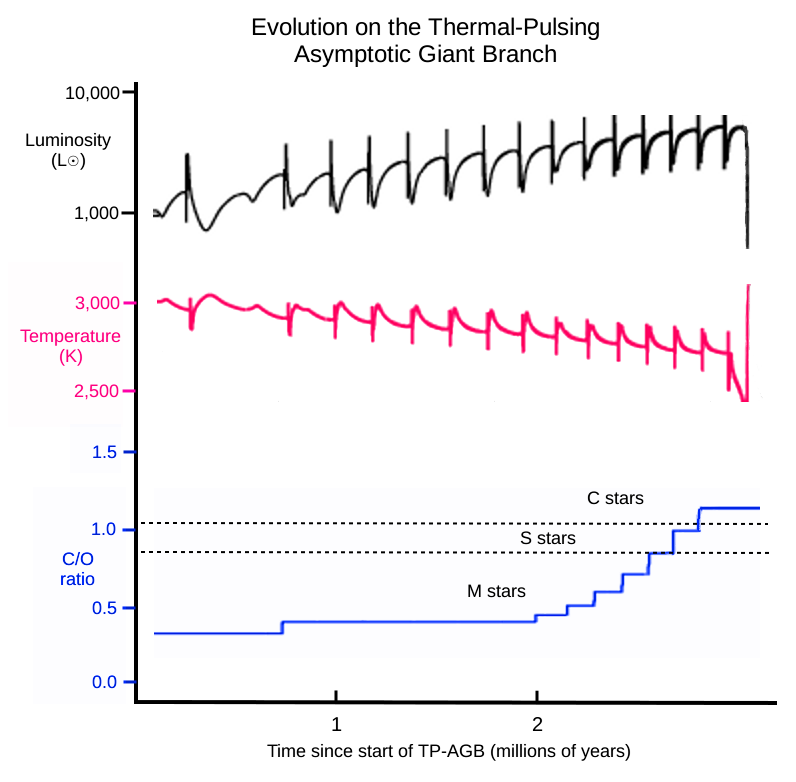
Evolução de uma estrela de 2 M_{☉} no TP-AGB, mostrando variações cíclicas na luminosidade e temperatura causadas pelo flash de hélio

Quando uma estrela consome todo o hidrogênio em seu núcleo por processos de fusão nuclear, o núcleo contrai e aumenta de temperatura, causando a expansão e esfriamento das camadas externas da estrela. A estrela se torna uma gigante vermelha, seguindo um caminho em direção ao canto superior direito do diagrama HR. Eventualmente, quando a temperatura no núcleo atingir aproximadamente 3×108 K, começa a queima de hélio (fusão de núcleos de hélio). O começo da queima de hélio no núcleo faz a expansão e esfriamento da estrela acabar, e a estrela então se move para baixo e para a esquerda no diagrama HR. Esse é o ramo horizontal (para estrelas de população II) ou red clump (para estrelas de população I), ou uma volta para o azul (blue loop) para estrelas mais massivas que 2 M☉.
Quando acaba a fusão de hélio no núcleo, a estrela novamente começa a se mover para cima e para a direita no diagrama HR, ficando maior e mais fria conforme sua luminosidade cresce. Seu caminho evolutivo é quase alinhado com o caminho anterior no ramo de gigante vermelha, portanto o nome ramo assintótico das gigantes, mas a estrela ficará mais luminosa no AGB do que na ponta do ramo de gigante vermelha. Estrelas nesse estágio de evolução são conhecidas como estrelas AGB.

### Estágio AGB
A fase AGB é dividida em duas partes, o AGB inicial (early AGB, E-AGB) e o AGB de pulsos termais (thermally pulsing AGB, TP-AGB). Durante a fase E-AGB, a principal fonte de energia da estrela é a fusão de hélio em uma casca em torno de um núcleo composto principalmente de carbono e oxigênio. Durante essa etapa, a estrela se expande para um tamanho maior que o das etapas anteriores de gigante, podendo ter um raio de até 1 unidade astronômica (~215 R☉).
Quando a casca de hélio é consumida, começa o TP-AGB. Nesse estágio a energia da estrela vem da fusão de hidrogênio em uma camada fina superior à camada de hélio, o que limita o hélio a uma camada muito fina e evita a fusão estável desse elemento. No entanto, em períodos de 10 000 a 100 000 anos, o hélio criado pela fusão de hidrogênio é acumulado e eventualmente a casca de hélio passa por uma ignição explosiva, um processo conhecido como flash de hélio. A luminosidade do flash da camada de hélio atinge um valor máximo de milhares de vezes a luminosidade total da estrela, mas decai exponencialmente em alguns anos apenas. O flash causa a expansão e esfriamento da estrela, o que desliga a fusão da casca de hidrogênio e causa forte convecção na zona entre as duas camadas. Quando a queima da camada de hélio se aproxima da base da camada de hidrogênio, o aumento de temperatura ativa novamente a fusão de hidrogênio e o ciclo recomeça. O grande mas curto aumento na luminosidade após o flash de hélio faz o brilho visível da estrela aumentar em alguns décimos de magnitude por várias centenas de anos, uma mudança independente das variações de brilho com período de dezenas a centenas de dias que são comuns neste tipo de estrela.
Durante os pulsos termais, que duram apenas algumas centenas de anos, material da região do núcleo pode se misturar nas camadas externas da estrela, alterando a composição superficial, um processo conhecido como dragagem (dredge-up).  Esse fenômeno faz as estrelas AGB apresentaram elementos do processo-s em seus espectros, e dragagens fortes podem levar à formação de estrelas de carbono. Todas as dragagens causadas por pulsos termais são chamadas de terceiras dragagens, após a primeira dragagem, que ocorre no ramo das gigante vermelha, e a segunda dragagem, no E-AGB. Em alguns casos pode não haver uma segunda dragagem, mas mesmo assim a dragagem que segue um pulso termal continuará sendo chamada de terceira dragagem. Os pulsos termais aumentam de intensidade rapidamente após seu começo, e as terceiras dragagens são geralmente as mais intensas e mais prováveis de transportarem material à superfície.
Estrelas AGB são tipicamente variáveis de longo período, e sofrem forte perda de massa na forma de um vento estelar. Pulsos termais produzem períodos de perda de massa ainda mais intensa e podem resultar na ejeção de partes da estrela como material circunstelar. Uma estrela pode perder de 50 a 70% de sua massa durante a fase no AGB.

### Envelopes circunstelares

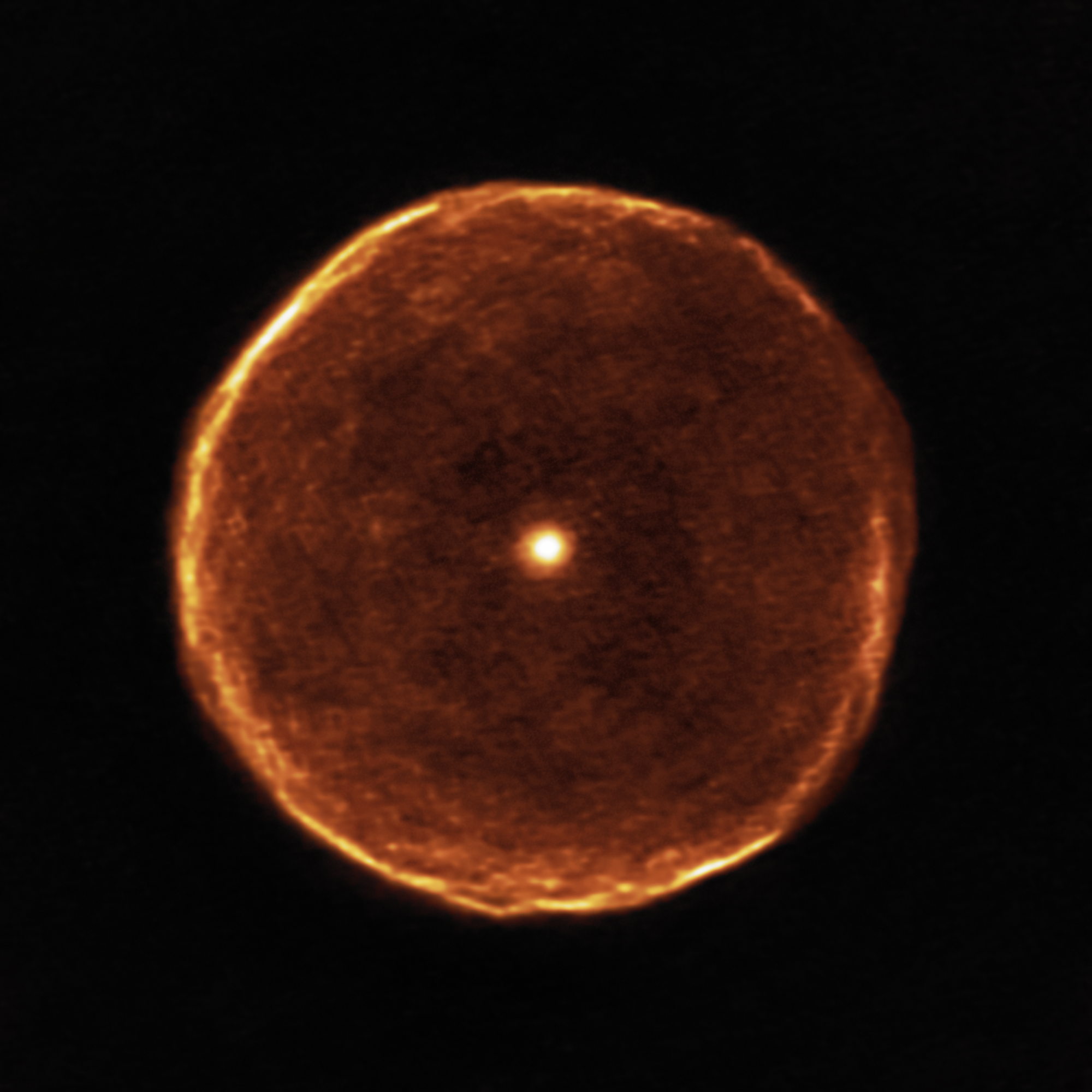
Imagem do ALMA do envelope circunstelar ao redor de U Antilae, formado por um evento rápido de perda de massa há cerca de 2700 anos

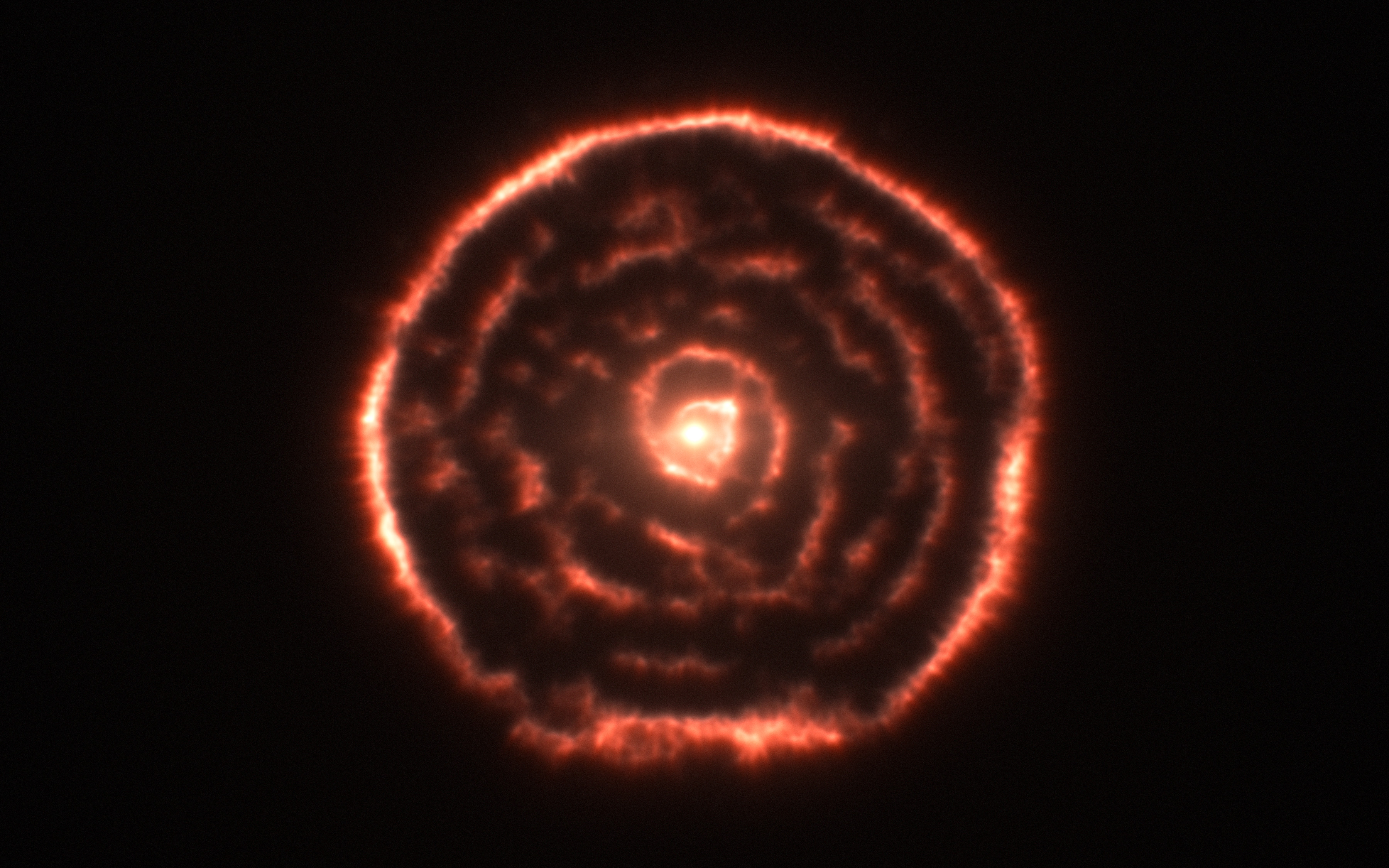
Esta imagem do ALMA do envelope circunstelar ao redor de R Sculptoris mostra um padrão espiral, provavelmente causado por uma estrela companheira

A grande perda de massa de estrelas AGB significa que elas são cercadas por um extenso envelope circunstelar (CSE). Dado um tempo de vida médio na fase de AGB de 1 milhão de anos e uma velocidade de expansão de 10 km/s, o raio máximo desse envelope pode ser estimado em aproximadamente 10 parsecs (30 anos-luz). Esse é um valor máximo já que o material do vento começa a se misturar ao meio interestelar a separações muito grandes, e também essa conta assume que não há diferença de velocidade entre a estrela e o gás interestelar. Dinamicamente, a região mais importante é perto da estrela, onde o vento é lançado e a taxa de perda de massa é determinada, mas as camadas externas do CSE também apresentam processos químicos relevantes, e devido a seus maiores tamanhos e menor opacidade, são mais fáceis de observar.
A temperatura do CSE é determinada pelas propriedades de aquecimento e esfriamento do gás e poeira, mas tende a diminuir com a distância radial à estrela. Peculiaridades químicas do envelope incluem (do interior ao exterior):
- Fotosfera: química de equilíbrio termodinâmico local (LTE)
- Envelope estelar pulsante: química de choques
- Zona de formação de poeira
- Zona quimicamente inativa
- Radiação ultravioleta interestelar e fotodissociação de moléculas – química complexa

Na zona de formação de poeira, elementos e compostos refratários (Fe, Si, MgO, etc.) são removidos da fase gasosa e acabam virando grãos de poeira. A poeira recém-formada vai imediatamente auxiliar em reações catalisadas em superfície. Os ventos estelares de estrelas AGB são locais de formação de poeira cósmica, e acredita-se que sejam a principal fonte de poeira no universo.
Os ventos estelares de estrelas AGB (variáveis Mira e estrelas OH/IR) são também frequentemente locais de emissão maser. As moléculas responsáveis pela emissão são SiO, H2O, OH, HCN e SiS. Masers de SiO, H2O e OH são tipicamente encontrados em estrelas AGB de tipo M ricas em oxigênio, como R Cassiopeiae e U Orionis, enquanto masers de HCN e SiS são mais comuns em estrelas de carbono como IRC +10216. Estrelas de tipo S com masers são incomuns.
Após as estrelas AGB perderem todas suas camadas externas, e apenas a região do núcleo permanecer, elas continuam evoluindo para a curta fase de protonebulosa planetária. O destino final dos envelopes AGB são as nebulosas planetárias.

### Pulso termal tardio
Até um quarto das estrelas pós-AGB passam por um episódio de "renascimento" (born-again). Nessa fase, o núcleo de carbono-oxigênio está cercado de hélio com uma camada exterior de hidrogênio. Se a fusão de hélio for ativada um pulso termal ocorre e a estrela rapidamente volta ao AGB, tornando-se uma estrela deficiente em hidrogênio que funde hélio. Se a estrela ainda possuir uma camada fundindo hidrogênio quando esse pulso termal acontece, ele é chamado de um "pulso termal tardio". Caso contrário, ele é chamado de "pulso termal muito tardio".
A atmosfera externa da estrela renascida desenvolve um vento estelar e a estrela novamente segue um caminho evolutivo pelo diagrama HR. Essa fase é muito breve, durando apenas cerca de 200 anos até a estrela novamente se dirigir ao estágio de anã branca. Observacionalmente, essa fase de pulso termal tardio aparece quase idêntica a uma estrela Wolf-Rayet no meio de sua nebulosa planetária.
Estrelas como o Objeto de Sakurai e FG Sagittae estão sendo observadas enquanto elas rapidamente evoluem por este estágio.

### Estrelas super-AGB
Estrelas próximas do limite máximo de massa para estrelas AGB mostram algumas propriedades peculiares e foram chamadas de estrelas super-AGB. Elas têm massas superiores a 7 M☉ e de até 9 M☉ (ou mais), e representam uma transição até as supergigantes mais massivas que conseguem fundir elementos mais pesados que o hélio. Durante o processo triplo-alfa, alguns elementos mais pesados que carbono também são produzidos: principalmente oxigênio, mas também algum magnésio, neônio e até elementos mais pesados. Estrelas super-AGB desenvolvem núcleos de carbono-oxigênio parcialmente degenerados que são grandes o suficiente para fundirem carbono em um flash análogo aos flashes de hélio. A segunda dragagem é muito forte nessa faixa de massa e isso mantém o tamanho do núcleo abaixo do nível necessário para a queima de neônio que acontece em supergigantes de massa maior. A intensidade dos pulsos termais e da terceira dragagem é reduzida em comparação a estrelas com menos massa, enquanto a frequência dos pulsos termais é muito maior. Algumas estrelas super-AGB podem explodir como uma supernova de captura de elétrons, mas a maioria vai acabar como uma anã branca de oxigênio-neônio. Como essas estrelas são mais comuns que supergigantes de massa maior, elas podem formar uma proporção relativamente alta das supernovas observadas. Detectar exemplos dessas supernovas poderia confirmar modelos que são altamente dependentes em suposições.